# Zlati bogatin
Zlati bogatin je zbirka pripovedk s tolminskega, ki jih je Janez Dolenc izdal pri Kmečkem glasu, v zbirki Glasovi: knjiga 4, v Ljubljani leta 1992. Obsega 190 pravljic, ki so razdeljene v 10 razdelkov: Bajne povedke, Legendne povedke, Coprniške povedke, Zgodovinske povedke, Razlagalne povedke, Strašljive povedke, Roparske povedke, Šaljive povedke, Živalske povedke in Novelistične povedke. Povedke so mu pomagali zbirati njegovi učenci, dijaki in študentje, ki so zapisovali povedke, ki so jih slišali doma. Zbirko je ilustrirala Jana Dolenc.

## Zgled povedke
Turki na Bukovem
- Književni čas in prostor: čas turških vpadov, Baška grapa – Bukovo.
- Pripovedovalec: tretjeosebni.
- Glavna oseba: turški ropar.
- Stranske osebe: drugi ljudje, sveti Lenart, mežnar.
- Motivi: turški vpadi, dobro zmaga nad zlem, krščanstvo.

Motivsko-tematske povezave: Turki na Bukovem (Bukovo, 1974), Turkom se udre v Žrelu (Grahovo, 1973), Turški križ pod Štefičkom (Grahovo, 1960) so povedke, ki imajo isti motiv: turški vpadi. V povedkah pa se poleg samih upadov ponavljajo tudi svetnik Lenart, ki je ljudem pomagal, jih obvaroval pred Turki, kraj Žrelo, kjer se je Turkom udrlo in križ zasekan v skalo.

## Izdaje
- Dolenc J. (1992). Zlati bogatin. Ljubljana: Kmečki glas (Glasovi: knj. 4)